# Second Avenue Subway

Mapa do trajeto da rota (trem) T

A Linha da Segunda Avenida consiste em uma série de projetos de obras públicas e estudos de engenharia comprometidos na construção de uma linha de metrô abaixo da Segunda Avenida na borough de Manhattan, como parte do sistema do metrô de Nova York. Em 20 de março de 2007 a Metropolitan Transportation Authority ou MTA, adjudicou o contrato para as escavações da Linha da Segunda Avenida a um consórcio formado pelas construtoras Schiavone, Shea e Skanska. O desenho final do túnel foi completado mediante um acordo de empreendimento conjunto entre a DMJM Harris e Arup. O contrato e o acordo de finaciamento com a Federal Transit Administration (Administração Federal de Trânsito)para a primeira fase do projeto começarão a reagir dentro de alguns meses. A primeira fase do projeto consistirá em uma extensão da rota (trem) Q (Brodway Express) na direção da Segunda Avenida e da 96th Street (Rua 96). A cerimônia de colocação da pedra fundamental para a Linha da Segunda Avenida se realizou em 12 de Abril de 2007 sendo que os empreiteiros prepararam o início da construção para 23 de Abril de 2007. As escavações para construir o túnel se realizam mediante uma tuneladora (TBM).
Como consequência de muitos "falsos começos", o SAS (Second Avenue Subway) é muito citado como um exemplo atroz do excessivo trâmite burocrático e ineptude do governo local. No entanto as razões para o atraso do início das obras são numerosas e complexas. Algumas vezes, a linha é referida como "The Line That Time Forgot" (em português: A linha que o tempo esqueceu).

## História

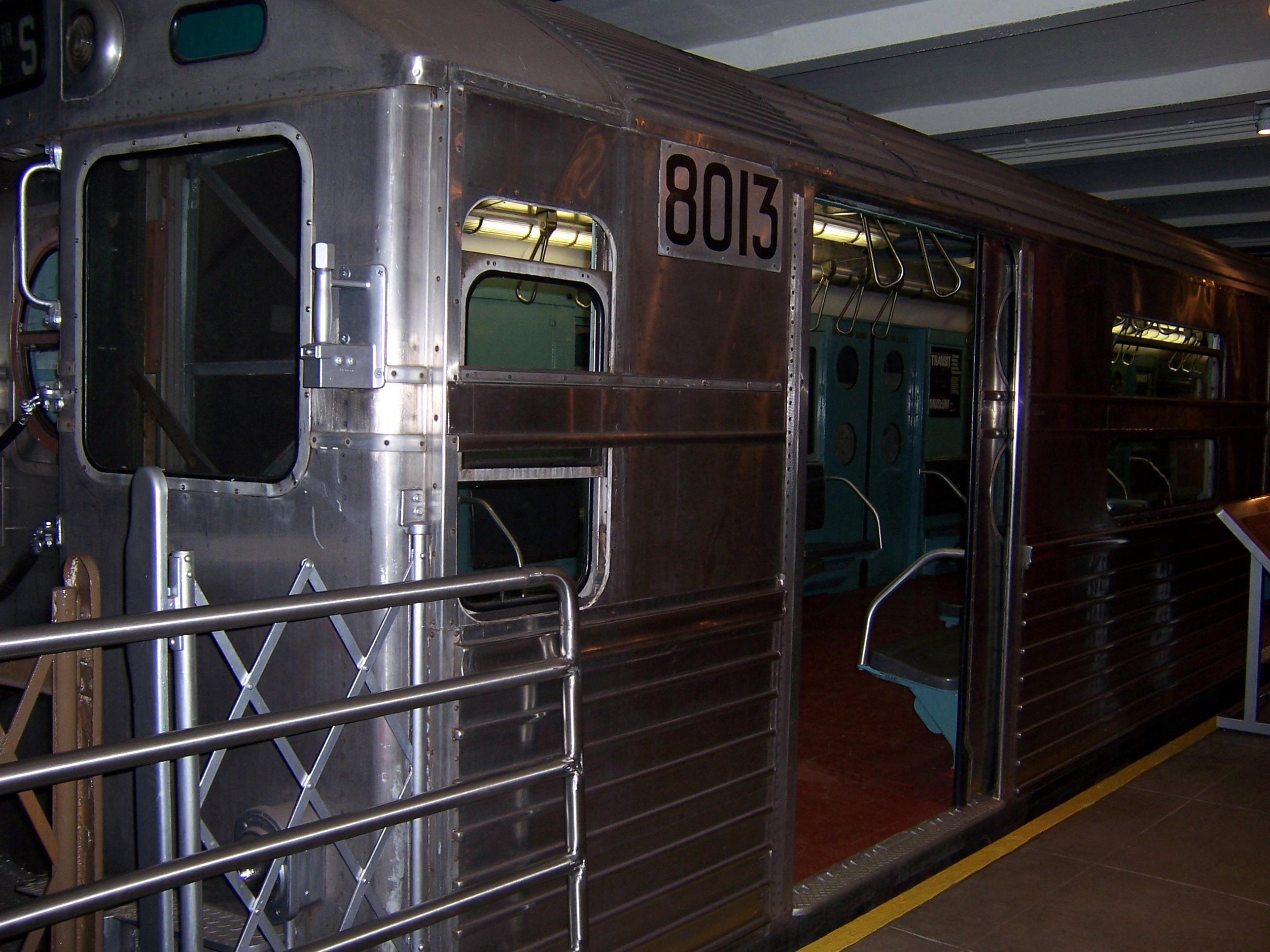
Um carro do modelo R11 car em exibição no New York Transit Museum

O SAS foi proposto inicialmente em 1929 como parte da massiva expansão do IND (Independent Subway System), mas a construção da linha nunca foi iniciada devido a Crise de 1929 que assolou os EUA e o Estado de Nova Iorque. A necessidade de construir Linha da Segunda Avenida cresceu muito, especialmente nos últimos anos, desde que o bairro de East Side (Manhattan) tem experimentado um crescente desenvolvimento imobiliário. Atualmente, a única opção de transporte metroviário para o bairro de Upper East Side é a Lexington Avenue Line (Linha da Avenida Lexington - Serviços 4, 5 e 6). O número médio de passageiros por dia nesta linha é de 1,3 milhões, o dobro do número de pessoas transportadas em todo o sistema do metrô de Washington, assim como os de São Francisco, Chicago e Boston. As rotas de ônibus da região são igualmente lotadas durante o dia. A Second Avenue Line terá outros dois sentidos para preencher a lacuna existente desde que o IRT Second Avenue Line foi demolido entre 1940 a 1942 e o IRT Third Avenue Line que foi desmantelado entre 1955 e 1956.
Em 1945, a cidade começou os planos para a construção da linha e no mesmo ano comprou protótipos de trens (modelo R11) para uso na nova linha. Em 1951 e 1967 os cidadãos de Nova York votaram num referendo para a aprovação de sua construção. O dinheiro aprovado no referendo em 1951 foi destinado para a compra de carros novos, plataformas e a manutenção de outras partes envelhecidas do metrô de Nova York.
Em 8 de novembro de 2005, os cidadãos do Estado de Nova York votados em um novo referendo para a aprovação de um decreto sobre transporte, que incluiu o financiamento parcial para a construção do Second Avenue Subway e outros projetos. Sua aprovação foi tão criticada como seu processo de construção. Das numerosas advertências que mencionou que, se o referendo não aprovasse cidade poderia cancelar o projeto, o Presidente do MTA Peter s. Kalikow disse: "agora é o nosso caso nós deve terminar o trabalho" após a sua aprovação com uma margem de 55-45%.
Em agosto de 2006, a MTA publicou a localização de todas as futuras estações do SAS, da extensão do serviço 7 e a nova estação South Ferry (serviços 1, N e R), que seria equipada com um sistema de condicionamento de ar especial para reduzir a temperatura em todas as plataformas.
Em novembro de 2007, Mary Peters, Secretária de Transporte do Estados Unidos, disse que a Linha da Segunda Avenida receberia US $1,3 bilhão em fundos federais para completar a primeira fase do projeto, que iria ser distribuído por um período de sete anos.
Logo após a Primeira Guerra Mundial reapareceu a necessidade de uma linha de metrô na Segunda Avenida em Manhattan. Em 1919, a Comissão de Serviços Públicos de Nova York fez um estudo a pedido do engenheiro Daniel L. Turner para identificar as melhorias necessárias no sistema de transporte público de Nova York. A IRT Second Avenue Elevated operava acima da Second Avenue ao norte da Ponte do Queensboro até 1940, e ao sul em direção centro da cidade até o seu encerramento em 13 de Junho de 1942, enquanto a IRT Third Avenue Line Elevated que operava um quarteirão ao oeste o fez até seu desmantelamento em 1955.
O relatório final de Turner, intitulado Projeto de Expansão do Sistema de Trânsito Rápido, foi um plano massivo que oferecia novas rotas que iriam de uma extremidade a outra das avenidas de Manhattan, com extensões para as linhas que passavam pelo Brooklyn e pelo Queens e vários outros ramais que iriam de The Narrows até Staten Island. Vários modelos de projetos como os de Turner foram oferecidos como sugestões para o Independent Subway System (IND). Entre os planos estava construir uma enorme linha sob a Second Avenue, que consistia em, pelo menos, seis faixas e várias ramificações por todo Brooklyn, Queens e The Bronx.
Em 1929, o Comitê de Transporte da Cidade de Nova York aprovou provisoriamente a expansão, que incluía a Second Avenue Line com um edifício cujo valor previsto foi de US $98,900,000, excluindo a aquisição de terrenos. De Norte a Sul, 1929 plano incluía quatro faixas do Harlem River (onde ele continuou a Norte como uma linha no Bronx com vários ramos) a 125th street, seis faixas de rua 125th a uma ligação com a linha sexta avenida 61st Street, quatro faixas de 61st Street-Chambers Street, nos dois sentidos de Chambers Street Pine Street.
Devido à grande depressão e o alto custo do alargamento, o projeto tornou-se incontrolável. A construção da primeira fase do índice foi adiada e a cidade e o Estado não conseguiu obter os fundos necessários para construir a linha. Em 1931, foi proposta uma expansão menor, que incluiu um desvio na 34th Street e uma conexão Crosstown street.
Foram feitos vários estudos adicionais do plano devido ao que aconteceu. De 1939, a construção teve de ser adiada indefinidamente e a linha Second Avenue tornou-se apenas uma "proposta" New York City Transit Authority. 1939 Para expansão do metrô plano incluía não só a linha de passagem do Bronx (por agora como uma única linha no sentido Throggs Neck) que atravessou o Sul do Brooklyn conectá-lo com a passagem da linha de Fulton Street na rua do Tribunal de Justiça.
Em 1941, quando Estados Unidos entrou a segunda guerra mundial, ordenou a todos os urgentes e importantes projetos públicos foram encerradas, fazendo com que a linha de Second Avenue foi adiado mais uma vez.

### Métodos de construção
| Ruas    | Método de construção | Ruas   | Método de construção       | Ruas  | Método de construção       | Ruas  | Método de construção       | Ruas       | Método de construção |
| 120–125 | Cavar e cobrir       | 98–106 | Existente                  | 71–73 | Explosivos, cavar e cobrir | 34–41 | Tuneladora                 | 11–15      | Cavar e cobrir       |
| 117–120 | Existente            | 95–98  | Cavar e cobrir             | 58–71 | Tuneladora                 | 32–34 | Cavar e cobrir             | Hanover–11 | Indecisa             |
| 114–117 | Cavar e cobrir       | 87–95  | Tuneladora                 | 56–58 | Cavar e cobrir             | 24–34 | Tuneladora                 |            |                      |
| 109–114 | Existente            | 84–87  | Explosivos, cavar e cobrir | 43–56 | Tuneladora                 | 22–24 | Explosivos, cavar e cobrir |            |                      |
| 106–109 | Cavar e cobrir       | 73–84  | Tuneladora                 | 41–43 | Explosivos, cavar e cobrir | 15–22 | Tuneladora                 |            |                      |